# Lijst van marathons in Duitsland
Grootste Duitse marathons:
| Naam                    | Plaats            | Maand     | Deelnemers 2016 | Deelnemers 2017 | Deelnemers 2018 | Deelnemers 2019 | Deelnemers 2022 | Deelnemers 2023 | Deelnemers 2024 | Deelnemers 2025 |
| ----------------------- | ----------------- | --------- | --------------- | --------------- | --------------- | --------------- | --------------- | --------------- | --------------- | --------------- |
| Marathon van Berlijn    | Berlijn           | september | 36.092          | 39.160          | 40.775          | 44.093          | 34.752          | 43.013          | 35.520          |                 |
| Marathon van Hamburg    | Hamburg           | april     | 12.008          | 11.929          | 9.988           | 10.079          | 6.619           | 8.634           | 8.487           | 8.749           |
| Marathon van Frankfurt  | Frankfurt am Main | oktober   | 11.880          | 11.157          | 10.619          | 10.553          | 7.942           | 9.667           | 7.902           |                 |
| Marathon van Keulen     | Keulen            | oktober   | 5.098           | 4.516           | 4.799           | 4.379           | 2.846           | 3.758           | 5.616           |                 |
| Marathon van München    | München           | oktober   | 4.883           | 4.360           | 4.564           | 4.226           | 3.165           | 4.151           | 5.003           |                 |
| Marathon van Hannover   | Hannover          | april     | 1.860           | 1.967           | 2.020           | 2.222           | 2.130           | 1.682           | 2.668           | 3.342           |
| Marathon van Düsseldorf | Düsseldorf        | april     | 2.856           | 2.606           | 2.735           | 2.493           | Afgelast        | Afgelast        | Afgelast        | 3.270           |
| Marathon van Münster    | Münster           | september | 2.006           | 1.771           | 1.700           | 1.730           | 1.493           | 1.773           | 2.243           |                 |
| Marathon van Dresden    | Dresden           | oktober   | 1.198           | 1.064           | 968             | 1.160           | 920             | 1.135           | 1.608           |                 |
| Oberelbe Marathon       | Dresden           | april     | 911             | 1.129           | 849             | 797             | 618             | 646             | 1.052           | 1.105           |

Hieronder staat een lijst van marathons die in Duitsland worden gehouden:
| Naam                                     | Plaats                              |
| ---------------------------------------- | ----------------------------------- |
| Siebengebirgsmarathon                    | Aegidienberg                        |
| Freundschaftsmarathon                    | Amberg                              |
| Schorfheide-Lauf                         | Angermünde                          |
| Advent Waldmarathon                      | Bad Arolsen                         |
| Oderbruch-Marathon                       | Bad Freienwalde                     |
| Kyffhäuser-Berglauf                      | Bad Frankenhausen/Kyffhäuser        |
| Thermen-Marathon                         | Bad Füssing                         |
| Bad-Pyrmont-Marathon                     | Bad Pyrmont                         |
| Rodachtal-Marathon                       | Bad Rodach                          |
| Obermain-Marathon                        | Bad Staffelstein                    |
| Bad Waldseer Lauffieber                  | Bad Waldsee                         |
| Fränkische Schweiz-Marathon              | Bayern, Forchheim                   |
| Königsforst-Marathon                     | Bergisch Gladbach                   |
| Marathon van Berlijn                     | Berlijn                             |
| Goitzsche-Marathon                       | Bitterfeld                          |
| Marathon Deutsche Weinstraße             | Bockenheim                          |
| Marathon van Bonn                        | Bonn                                |
| Bornaer Marathon                         | Borna                               |
| Schwarzwald-Marathon                     | Bräunlingen                         |
| Marathon van Bremen                      | Bremen                              |
| Marathon van Bremerhaven                 | Bremerhaven                         |
| Hornisgrinde-Marathon                    | Bühlertal                           |
| Knastmarathon Darmstadt                  | Darmstadt                           |
| Sommerlauf um Demens Seen                | Demen                               |
| Oberelbe-Marathon                        | Dresden                             |
| Dresden-Marathon                         | Dresden                             |
| Rhein-Ruhr-Marathon                      | Duisburg                            |
| Marathon van Düsseldorf                  | Düsseldorf                          |
| Koberstädter Wald-Marathon               | Egelsbach                           |
| Schlaubetal-Marathon                     | Eisenhüttenstadt                    |
| Hunsrück-Marathon                        | Emmelshausen naar Simmern           |
| Rund um den Baldeneysee                  | Essen                               |
| Fränkische Schweiz-Marathon              | Forchheim                           |
| Marathon van Frankfurt                   | Frankfurt am Main                   |
| Marathon van Freiburg                    | Freiburg                            |
| Fulda-Marathon                           | Fulda                               |
| Metropolmarathon                         | Fürth                               |
| Königsschlösser-Romantik-Marathon Füssen | Füssen                              |
| Stadtwall-Marathon                       | Gardelegen                          |
| Elstertal-Marathon                       | Gera                                |
| Europamarathon                           | Görlitz/Zgorzelec                   |
| Bottwartal-Marathon                      | Großbottwar                         |
| Löwenmarathon                            | Hachenburg                          |
| Donautal-Marathon                        | Hausen im Tal – Tuttlingen          |
| Marathon van Hamburg                     | Hamburg                             |
| Elbtunnel Marathon                       | Hamburg                             |
| Stadtpark Marathon                       | Hamburg                             |
| Marathon van Hannover                    | Hannover                            |
| Husumer Wintermarathon                   | Hasum                               |
| Trollinger Marathon                      | Heilbronn                           |
| Bertlicher Straßenläufe                  | Herten-Bertlich                     |
| Herbstlanglauf                           | Hösseringen                         |
| Illermarathon                            | Immenstadt im Allgäu                |
| Helmut Jung Gedächtnismarathon           | Kaltenkirchen                       |
| Bienwald-Marathon                        | Kandel                              |
| Marathon van Karlsruhe                   | Karlsruhe                           |
| Marathon van Kassel                      | Kassel                              |
| Marathon van Keulen                      | Keulen                              |
| Kevelaer-Marathon                        | Kevelaer                            |
| Mittelrhein-Marathon                     | Koblenz                             |
| Bodensee Marathon                        | Kressbronn am Bodensee              |
| Kiel-Marathon                            | Kiel                                |
| Teutoburger-Wald-Marathon                | Lage                                |
| Göltzschtal-Marathon                     | Lengenfeld                          |
| Marathon van Leipzig                     | Leipzig                             |
| 3 Laender marathon                       | Lindau - Bregenz                    |
| Lübeck-Marathon                          | Lübeck                              |
| Marathon van Magdeburg                   | Magdeburg                           |
| Marathon van Mainz                       | Mainz                               |
| Marathon van Mannheim                    | Mannheim                            |
| Lahntallauf Marburg                      | Marburg                             |
| Nachtmarathon Marburg                    | Marburg                             |
| Natur-Marathon                           | Marienwerder                        |
| Ermstal-Marathon                         | Metzingen                           |
| Marathon van Monschau                    | Monschau                            |
| Marathon van München                     | München                             |
| Marathon van Münster                     | Münster                             |
| Hohenlohe-Marathon                       | Niedernhall                         |
| Indoor-Marathon                          | Neurenberg                          |
| Heiligabend-Marathon                     | Neubrücke / Nohfelden               |
| Ruhrmarathon                             | Oberhausen – Essen Dortmund – Essen |
| Rubbenbruchsee Marathon                  | Osnabrück Rubbenbruchsee            |
| Küstenmarathon                           | Otterndorf                          |
| Seenlandmarathon                         | Pleinfeld                           |
| Plöner-See-Marathon                      | Plön                                |
| Porta-Marathon                           | Porta Westfalica                    |
| Potsdamer Schlössermarathon              | Potsdam                             |
| Pulheimer Staffelmarathon                | Pulheim                             |
| Sächsischer Mt. Everest Treppenmarathon  | Radebeul                            |
| Saaletal-Marathon                        | Ramsthal                            |
| Marathon van Regensburg                  | Regensburg                          |
| Röntgenlauf                              | Remscheid                           |
| Rostock-Marathon                         | Rostock                             |
| Rursee-Marathon                          | Simmerath                           |
| GutsMuths-Rennsteiglauf                  | Schmiedefeld am Rennsteig           |
| Weiltalweg Landschaftsmarathon           | Schmitten                           |
| Hallenmarathon                           | Senftenberg                         |
| Untertage-Marathon                       | Sondershausen                       |
| Allgäu-Panorama-Marathon                 | Sonthofen                           |
| Mitteldeutscher Marathon                 | Spergau – Halle                     |
| Spreewald-Marathon                       | Spreewald                           |
| Steinfurt-Marathon                       | Steinfurt                           |
| Straubing-Marathon                       | Straubing                           |
| Rügenbrückenlauf                         | Stralsund                           |
| Frankenweg-Lauf                          | Streitberg                          |
| St.-Wendel-Marathon                      | St. Wendel                          |
| Usedom-Marathon                          | Swinemünde – Wolgast                |
| Dreiburgenland-Marathon                  | Thurmansbang                        |
| Saale-Rennsteig-Marathon (ca. 44 km)     | Uhlstädt naar Piesau                |
| Einstein-Marathon                        | Ulm                                 |
| StaffelMarathon Waldbreitbach            | Waldbreitbach                       |
| Weidatal-Marathon                        | Weißendorf                          |
| Marathon van Brocken                     | Wernigerode                         |
| Limes-Marathon                           | Welzheim                            |
| Darß-Marathon                            | Wieck auf dem Darß                  |
| Wilhelmshavener Gorch-Fock-Marathon      | Wilhelmshaven                       |
| Willinger Panoramalauf                   | Willingen                           |
| Rhein-Marathon                           | Wörth                               |
| Fichtelgebirgsmarathon                   | Wunsiedel                           |
| Marathon van Würzburg                    | Würzburg                            |
| Waldmarathon                             | Zeil am Main                        |